# ジェベル・イルード
ジェベル・イルード（Jebel Irhoud、別名Adrar n Ighoud (標準モロッコ・タマジクト語: ⴰⴷⵔⴰⵔ ⵏ ⵉⵖⵓⴷ、アラビア語: جبل إيغود) は、モロッコのサフィから南東に約50km、トゥレット・イグード（Tlet Ighoud）のすぐ北に位置する遺跡である。1960年の発見以来、ヒト科の動物の化石が発見されたことで知られている。当初はネアンデルタール人と考えられていたが、その後ホモ・サピエンスとされ、2017年の報告によると年代はおよそ30万年前（イルード3という骨の顎は286±32 kya、他の化石や近くで見つかった火打石の遺物から315±34 ka）とされている。これによってホモ・サピエンスの出現が従来の想定よりも10万年以上早かったことが示唆された。

## 地理・初期の探検
遺跡は標高562メートルの石灰岩のなすカルスト地形の東側に位置し、更新世から8メートル (26 ft)の堆積物で満たされた鍾乳洞の面影を残す。1961年、この地域でバリテ（重晶石）という鉱物の採掘が行われていたときに発見された。鉱夫が洞窟の壁にヒトのほぼ完全な頭蓋骨を発見し、それを取り出して技術者に渡したところ、その技術者はそれを記念品として暫く保管した。その後、ラバト大学に提出され、人類学者エミール・エヌーシ（Émile Ennouchi）を隊長とするフランスとモロッコの共同探検隊が結成された。
エヌーシの調査隊は人類の存在を示すものを含む約30種の哺乳類の痕跡を確認した。そのうちのいくつかはチバニアンに関連するものであるが、層序学的な出所は不明である。1967年と1969年には、ジャック・ティクスィエールとロジェ・ドゥ・ベイユ・デ・エルメン（Roger de Bayle des Hermens）による発掘調査が行われ、洞窟内に22の層が確認された。その下にあった13層にはルヴァロワ・ムステリアンに分類される石器産業など、人間が居住した痕跡が発見された。

## 発掘

### 20世紀までの沿革
ジェベル・イルードは特に発見されたヒト族の化石で知られ、先述のエヌーシも頭蓋骨を1つ発見、「イルード1（Irhoud 1）」と名付けられ現在ラバト考古学博物館に展示されている。翌年、エヌーシは頭蓋骨の一部を発見しイルード2とし、子供の下顎骨を同様にイルード3とした。ティクスィエールの発掘調査では頭蓋骨を初め、イルード4とされた上腕骨、イルード5と記録された腰骨など1,267点が発見された。当時はこの化石を4万年前のものと推測した研究者たちがアフリカ北部にネアンデルタール人が住んでいたという説を発表した。
1990年代にはアメリカの研究者が、2004年からはマックス・プランク研究所のジャン＝ジャック・ユブランが中心となって発掘調査を行った。

### 21世紀の発掘
マックス・プランク進化人類学研究所のジャン＝ジャック・ユブランは2004年よりジェベル・イルードでの調査を開始した。当初新しい方法で遺跡の年代を再評価することを目指していたが、2000年代後半にかけて新たな人骨を20点以上発見し、同研究所のダニエル・リヒター（Daniel Richter）とシャノン・マクフェロン（Shannon McPherron）のチームは遺跡および発見された全ての人骨の年代を2種類の測定法によって35万～28万年前のものと判定することに成功した。人骨やアフリカの他の場所で発見された別のホモ・サピエンスの化石に認められるさまざまな特徴を見るに、解剖学的現生人類がその特徴的な顔面を獲得してから脳の形に変化が生じたのではないかと考えるユブランは「ホモ・サピエンス（あるいは少なくともその最も原始的な集団）が30万年以上前、アフリカ全土に分布していた」と考えた。またこの遺跡から発見された動物の遺体から、この地域の古代の生態系が復元された。この地域は、現在とはかなり異なり、おそらく乾燥した、開けた、ステップのような環境で、ウマ科、ウシ科、ガゼル、サイ、そしてさまざまな捕食者が暮らしていたと思われる。
2010年代に入るとウプサラ大学のMattias Jakobssonのチームが約2000年前の南アフリカに暮らしていた少年のゲノム塩基配列を解読することで、少年のホモ・サピエンス系統上の祖先たちが、26万年以上前に他の一部の現代アフリカ人集団の祖先から分岐したことを突き止めたが、ユブランはジェベル・イルードの人骨からのDNA採取に失敗し、これらの人骨が現生人類につながる系統上にあるかどうかは未解明のままとなっている（下記「研究」の節も参照）。

## 研究

### 年代

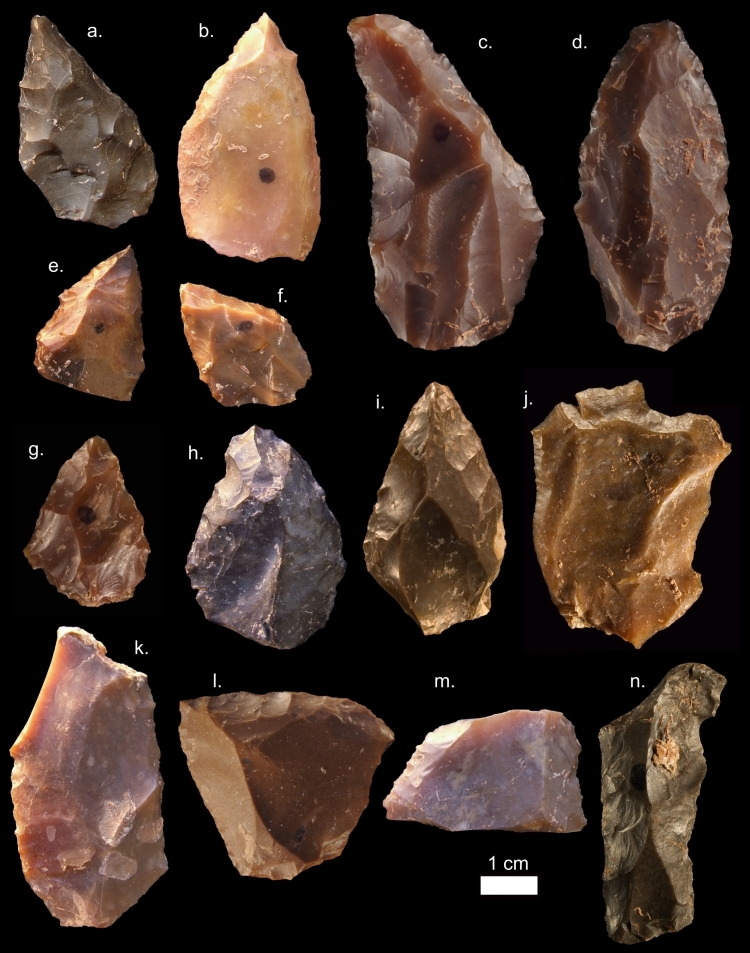
ジェベル・イルードで発見された石製の道具

当初は、出土した石器がネアンデルタール人と結びつけて考えられていたため、頭蓋骨はネアンデルタール人と解釈されていた。また頭蓋骨は表現型の面でも、ホモ・サピエンスではなくネアンデルタール人を示すと考えられる古風な特徴を持っていた。これによって前述のとおりもともと約4万年前のものだと考えられていたこの頭蓋骨だが、後に動物学的証拠から約16万年前の更新世中期であることが判明し、疑問視されるようになった。そのためこの頭蓋骨はホモ・サピエンスの旧人類の姿、あるいはネアンデルタール人と交配したホモ・サピエンスの集団であると再評価されるようになった。これは、エチオピアのオモ・キビッシュ（Omo Kibish）で発見された当時知られている中で最古となる19万5000年前のホモ・サピエンスの遺骨が、約20万年前に人類がアフリカ東部に起源を持つことを示唆しているという考え方と矛盾なく両立したのである。なおオモ・キビッシュの遺骨は近年では約23万3千年前のものとされる。
しかし、ライプツィヒのマックス・プランク進化人類学研究所が行った年代測定により、ジェベル・イルード遺跡は当初考えられていたよりはるかに古いことがあきらかになった。ユブランのチームは新しい方法で遺跡の年代を再評価することを目的としていたが、2004年に新たな発掘調査を行った結果少なくとも5人の遺体から20以上の新しい骨と、多数の石器が発見された。その中には大人3人、子供1人、7歳半くらいの子供の頭蓋骨の一部、顎の骨、歯、手足の骨などが含まれていた。顔の骨は今日のヒトに似ているが、下顎がかなり大きく、後頭部の脳梁が遥かに長い。また大陸の反対側の南アフリカのフロリスバッドで発見された26万年前のフロリスバッド・スカル（Florisbad Skull）との類似点が複数あり、ジェベル・イルードの発見に基づいて現在ではホモ・サピエンスのものとされている。

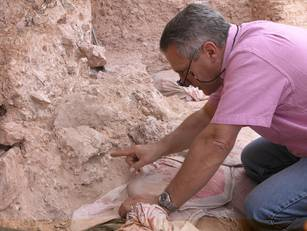
砕けたヒトの頭蓋骨「イルード10」を指さすジャン＝ジャック・ユブラン。その眼窩がさした指の上を通っている。

発見された道具はガゼルの骨や炭の塊と一緒に発見され、このことは洞窟内に火があり、そしておそらく調理が行われていたことを示唆している。ガゼルの骨には、切断痕、骨髄採取のための切り込み、炭化など、屠殺や調理に特徴的な痕跡が見られた。また、道具の中には、捨てられた後、その上に火をつけて焼かれたと思われるものがあった。これによって研究者たちは、熱ルミネセンス年代測定法を用いて、いつこの焼却がなされたか、また同じ堆積層から見つかった骨の化石の年代を推定することができた。
2017年、焼けた道具の年代が約31万5千年前のものであったと特定がされ、これにより化石もほぼ同じ年代であることが示された。この結論はイルード3の下顎骨の年代を再計算することで確認がとられ、これにより道具の年代と矛盾のないおよそ28万年から35万年前のものであるとの結果が得られた。これより古いものが出ない限り、この痕跡はホモ・サピエンスのそれの最も古い例となる。
この痕跡の存在は、現代人が約20万年前に東アフリカで興ったのではなく、それよりさらに10万年も早くにアフリカ全土に存在していたのだとの可能性を示唆している。研究者のジャン＝ジャック・ユブランの著書によると、「初期ホモ・サピエンスが（アフリカ）大陸中に分散して、人類の近代性の要素が様々な場所に見られたのだという考えと、アフリカの極めて多様な諸地域とによって、我々が今日現代人と呼ぶものが出現した。」とのことである。早期の人類は、約33万年～30万年前にアフリカ大陸に分散した大規模な交配集団を構成していた可能性があり、このことから現生人類の出現はアフリカの所定の一角に限らず、大陸規模で起こっていた可能性がある。

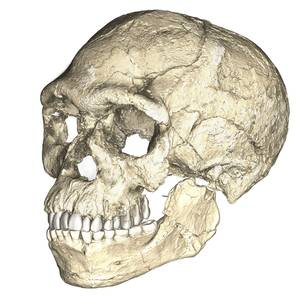
ジェベル・イルードから出土した最古のホモ・サピエンスの化石のマイクロコンピュータ断層撮影による合成復元

ゲノム解析は、これらの化石が現代人に至る主だった系譜を象徴し、ホモ・サピエンスがアフリカ全土に分散して発展してきたという結論を裏付ける重要な証拠となるはずであった。そのためユブランとそのチームはこれらの化石からDNAサンプルを採取しようと試みたが、失敗に終わった。ホモ属の異なる種の境界が不明確であることや、これらの化石からのゲノムの証拠が十分でなかったため、これらの化石をホモ・サピエンスに分類することに疑問を呈する人もおりこれらの化石の分類には疑問が残る。

### 形態論
これらの化石を現代人のものと比較すると、主な違いとして化石の脳函が細長い形をしていることが挙がる。研究者によると、このことは脳の形と、おそらくは脳の機能も、ホモ・サピエンスの系譜において比較的最近になって進化したことを示しているという。脳の形状の進化的変化は、脳の組織・相互連結・発達の遺伝的変化と結びつけられるとみられ、脳機能の適応的変化を反映している可能性もある。さらにこういった変化により数千年にわたる進化の過程でヒトの脳が丸みを帯び、また脳後部の2つの領域が肥大化していったと考えられる。ことジェベル・イルードの個体はこれに加えて非常に太い眼窩上隆起を有しており、反面突顎はなかった。
発見された歯の発達の程度は、現代のヨーロッパの同年齢の子供たちと同様であるが、歯根の発達は現代人より早い（ただし類人猿や他のいくつかのヒト科の化石はさらに早い）。歯冠の形成には現代人よりも長い時間を要した。
当初ジェベル・イルードの標本は後世のアテル文化やイベロマウルシア文化（Iberomaurusian）の標本に類似していると指摘されていたが、さらなる検討の結果、ジェベル・イルードのものは眼窩上隆起が連続しているのに対し後者2つは不連続であることが判明した。このことから、ジェベル・イルードのものは古代のホモ・サピエンス、アテル文化とイベロマウルシア文化のものは解剖学的に現代のホモ・サピエンスであると結論付けられた。にもかかわらず、頭蓋が十分に完成していたジェベル・イルードの標本では、「顔と頭蓋の関係に「現代の」頭蓋骨基部のヒントがある」と指摘され、同地で見つかった別の歯の標本をシンクロトロン分析したところ「現代の発育パターン」が示された。